# 広場空間
広場空間(ひろばくうかん）とは、広場機能を有した空間を指すが、文化、時代、気候風土、立地、地形条件により果たす役割が異なり、形態、物理的構成もさまざまである。
周囲を建物等に閉まれている、軸線上でランドマークが配置されている、中核に求心性のあるモニュメントがある、複数広場が連続している等の特徴を有する。
古くは古代ギリシャのアゴラ、教会、寺院等前面の広場がある。また現代では美術館等の施設前、道路ロータリー部分の広場・空地、公開空地やショッピングモール内やペデストリアンデッキ上の広場等がある。